# Contopus
Genre
Le genre Contopus regroupe 15 espèces de moucherolles, passereaux appartenant à la famille des Tyrannidae.

## Liste des espèces
D'après la classification de référence du Congrès ornithologique international (ordre phylogénique) :
- Contopus cooperi – Moucherolle à côtés olive
- Contopus pertinax – Moucherolle de Coues
- Contopus lugubris – Moucherolle ombré
- Contopus fumigatus – Moucherolle bistré
- Contopus ochraceus – Moucherolle ocré
- Contopus sordidulus – Pioui de l'Ouest
- Contopus virens – Pioui de l'Est
- Contopus cinereus – Moucherolle cendré
- Contopus bogotensis – Moucherolle de Bonaparte
- Contopus punensis – Moucherolle de Puna
- Contopus albogularis – Moucherolle à bavette blanche
- Contopus nigrescens – Moucherolle noirâtre
- Contopus caribaeus – Moucherolle tête-fou
- Contopus hispaniolensis – Moucherolle d'Hispaniola
- Contopus pallidus – Moucherolle de Jamaïque
- Contopus latirostris – Moucherolle gobemouche